# Habsburg Erzsébet magyar hercegnő
Ausztriai Erzsébet (lengyelül: Elżbieta Rakuszanka; Bécs, Ausztria, 1436 vége vagy 1437 eleje – Krakkó, Lengyelország, 1505. augusztus 30.), Lengyelország királynéja és Litvánia nagyfejedelemnéje 1454 és 1492 között IV. Kázmér feleségeként. A Habsburg- és Jagelló-ház meghatározó női alakja.
Luxemburgi Zsigmond német-római császár és magyar király három felnőttkort megért unokájának egyike volt. Testvérei, Postumus László majd Anna hercegnő halála után élete végéig jogot formált a Magyar és a Cseh Királyságok trónjára. IV. Kázmér lengyel királlyal kötött házasságára az 1442-es győri békeegyezmény értelmében került sor 1454 februárjában. Házasságuk a lengyel Jagelló-kor legsikeresebb politikai frigye volt, amelyből tizenhárom gyermek született, közülük tizenegyen érték meg a felnőttkort. Négy fiából király lett, egy egyházi pályára lépett, valamint a később szentté avatott fia, Szent Kázmér ma is a római katolikus egyház egyik szentje. Gyermekei közül ugyanakkor csak hatan élték túl édasanyjukat.
Erzsébet a késő középkori magyar történelem szempontjából is meghatározó személyiségnek bizonyult: mindvégig Hunyadi Mátyás egyik legfőbb politikai ellenfele maradt, akit a magyar trón bitorlójának tekintett. Sikeresen akadályozta meg, hogy Mátyás király feleségül vegye leányát, Hedviget, majd abbéli igyekezetét is siker koronázta, hogy a király halála után legidősebb fia, Ulászló foglalhatta el az ország trónját, amivel kezdetét vette a Jagelló-kor Magyarországon.

## Élete

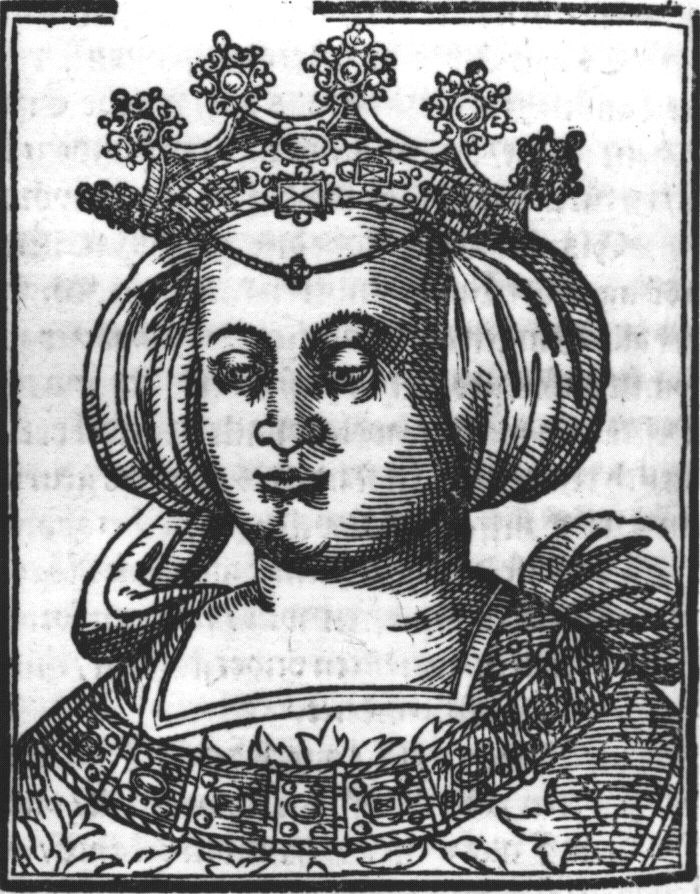
Gerard de Roo: Habsburg Erzsébet, az 1477-es festmény utáni metszet, 1621, lásd fent

Már röviddel a születése után felmerült, hogy eljegyezzék II. Jagelló Ulászló lengyel király másodszülött fiával, Kázmér herceggel, melynek az volt az előzménye, hogy nővérét, az 1432-ben született Annát már korábban eljegyezték II. Ulászló elsőszülött fiával, III. Ulászló lengyel királlyal, későbbi magyar királlyal. Erzsébet nagyapja, Zsigmond akkor nem zárkózott el az ötlettől, de végül a tárgyalások kudarcba fulladtak, miután a lengyelek nem fogadták el Zsigmond feltételeit. 1437-ben tehát újra felújították a házassági ajánlatot. Zsigmond pár hónappal később bekövetkezett halála miatt azonban egy időre lekerült a napirendről, hiszen a két tárgyalófél ellenféllé és ellenséggé vált a Zsigmond örökségéért folytatott harcban. Csak két évvel később, 1439-ben merült fel újra a kettős házasság kérdése, de a német fejedelmek tiltakozásának hatására ismét kudarcba fulladt.

### Magyar hercegnőként Magyarországon
Erzsébet hercegnő 1439 elején, még apja életében jött Magyarországra Bécsből a szárazdajkája, Kottanner Jánosné kíséretében, hogy anyja közelében lehessen, és így már korán közvetlen szemtanúja lett a pezsgő magyar politikai közéletnek édesanyja és nevelőnője gondos őrizete alatt.
1439. május 29-én a budai országgyűlés határozatai között szerepelt, hogy Albert király kizárólag a magyar rendek hozzájárulásával dönthet a leányai, Anna és Erzsébet házasságainak az ügyében.
Kottanner Ilona az emlékirataiban örökítette meg 1450 körül német nyelven az 1439-ben és 1440-ben történt magyarországi eseményeket, melyekben Erzsébet hercegnő is szerepel, hiszen Kottannerné fő feladata volt az akkor három-négyéves hercegnőről gondoskodni. Kottannerné emlékiratait Mollay Károly fordította magyarra és tette közzé:
„Amikor Krisztus születése után elmúlt ezernégyszáz esztendő, és azután a harminckilencedikben húsvétkor (1439. április 5.) és pünkösdkor (május 24.), valamint miután Albert, a nemes fejedelem a Szent Római Birodalom királyává választatott, s ezt megelőzően Magyarország koronáját is elnyerte, és a királyné is elnyerte, őnagysága akkor Pozsonyba érkezett, de nem soká maradt itt. Erzsébet asszony, a nemes királyné akkor Budáról Pozsonyba jött hitveséhez. Albert fejedelem ekkor búcsút mondott Ausztriának, és udvarával szintén Pozsonyba ment. Őnagysága ezután Bécsbe küldött, és legkisebb leányát, Erzsébet kisasszonyt kíséretével együtt elhozták onnan Pozsonyba; ez megtörtént, s akkor én, Kottanner Jánosné szintén ott voltam, és engem is elküldtek Albert királynak s hitvesének, a nemes és legkegyelmesebb királyné asszonynak udvarába. Nem sokkal ezután a királynéval és a fiatal nemes hercegnővel együtt felkerekedtünk, és Buda felé vettük utunkat.”
„Mikor a szent koronáért folytatott tárgyalás véget ért, a nemes Albert király legkisebb leányát, a nemes Erzsébet hercegkisasszonyt a visegrádi várba küldte, és én, Kottanner Jánosné szintén vele mentem. A nemes Albert király még aznap útnak indult a nemes királynéval Esztergomba, a szent koronáért, amelyet átadtak neki. Ezután őnagysága hadinépéhez készülődött Szegedre. Amikor őnagysága elkészült, hitvesével, a nemes királynéval először is Visegrádra ment, és magával vitte a szent koronát legkisebb leányához, a hercegkisasszonyhoz, s többen vele mentek, magyar urak is, hozták a szent koronát, s bevitték egy bolthajtásos helyiségbe, amely ötszögletű volt, s én, Kottanner Jánosné szintén ott voltam, karomon tartottam a hercegkisasszonyt, és jól láttam, hogyan, hová teszik a szent koronát. Aztán bezárták a bolthajtásos helyiséget, a bolthajtásos helyiségbe vezető ajtót pedig sok pecséttel jól lepecsételték. Visegrád vára ebben az időben Bazini Miklós gróf és fia, György gróf nemesurak kezében volt. A nemes Albert király hitvesével, a nemes királynéval ekkor hadba indult, a Szeged környéki nádasokba. Mi történt ezután, azt mindenki jól tudja, hiszen nem sokkal utána a nemes király megbetegedett egy kórban, amelyet vérhasnak neveznek. Akkor az asztalnokmestere így betegen elvitte, s elérve Visegrádra az alsó palotába fektette. Ide orvosok jöttek hozzá Bécsből. Amint őnagysága egy kissé javult, legkisebbik leánya, a hercegkisasszony ingecskét küldött neki, amelyet ő maga hordott a testén. Ekkor őnagysága az ingecskét egy Vinsterel nevű hűséges szentember útján ismét visszaküldte az asszonyházba; leánya akasztót varrt ahhoz a zacskóhoz, amely két szentképből készült, s varázsszer volt benne: borsóhajak. Azután a nemes királyné László bánnak Budán túl fekvő birtokaira utazott nagy bánattal, mert a nemes Albert király szerette volna maga mellett látni. Sok üzenetet vitetett és küldött neki, különösen pedig azt, ha a királyné nem jöhetne hozzá, hogy egyszer mégis jöjjön, mielőtt ő tovább megy. Ennek utána vágyódásuk támadt egymás iránt. Akkor őnagysága így betegen elhagyta Visegrádot. Őnagysága ekkor még a kisebbik leányát, Erzsébet kisasszonyt is látni akarta, aztán Esztergom felé vette útját. Betegsége Neszmélynél még súlyosbodott. Itt halt meg Albert, a nemes király és fejedelem, Simon és Judás apostolok előestéjén (1439. október 27.).”
Albert 1439. október 27-én bekövetkezett halála és a trónöröklés bizonytalansága miatt a magyar és lengyel érdek annyira távol került egymástól, hogy nem is tűnt reálisnak a magyar–lengyel, Habsburg–Jagelló kettős házasság lehetősége egy jó darabig. Hiába lett III. (Jagelló) Ulászló lengyel királyból magyar király 1440-ben, Anna és Erzsébet öccsének, V. Lászlónak a születése merőben új helyzetet teremtett, és a Jagellók trónigényét nem akarták legitimálni e házasságokkal. Ugyanakkor Albert halálával a magyar rendek Luxemburgi Erzsébet királynét a Magyar Királyság jog szerinti örökösnőjének tekintették, újbóli házasságkötését szorgalmazták, és azt kívánták, hogy az 1440-ben a 31. életévébe lépő Erzsébet királyné menjen férjhez a nála 15 évvel fiatalabb és 16. életévébe lépő Ulászló királyhoz. Erzsébet királyné színleg a beleegyezését adta az Ulászlóval kötendő házassághoz, de a fia, V. László születése után visszavonta az ígéretét, és azt állította, hogy azt csak kizárólag kényszer hatására tette meg.
Erzsébet hercegnő szárazdajkája, Kottanner Jánosné Wolfram Ilona 1440-ben éppen abbéli minőségében mint Luxemburgi Erzsébet királyné bizalmasa kapta azt a feladatot, hogy a visegrádi várból lopja el a Szent Koronát.
Ekkor teljesen megmerevedtek az álláspontok, az ország ketté szakadt, és majd csak a konfliktus elmérgesedésének, valamint az ország megosztottságának a megszüntetése iránti igény kényszerítette ki végül a fegyverszünetet és a megbékélést, amely pápai közvetítésre létre is jött.

### Magyarországot elhagyva
Kottanner Jánosné megörökítette a hercegnőnek és öccsének elszakadását édesanyjuktól, aminek következtében elhagyták Magyarországot:
„Mikor aztán fel kellett ülnünk, akkor a nemes királyné elbúcsúzott a fiától, a nemes László királytól meg ennek nőtestvérétől, Erzsébet kisasszonytól, és elkezdett könnyezni. Én is bánatos szívvel búcsúztam, mert nagyon nehezen váltam el a nemes királynétól, bár ifjú úrnőmet nehezen, nagy gondok között neveltem fel. A férjemet meg a leányomat, Katalint vissza kellett hagynom a nemes családnál. És elindultunk nagy aggodalommal, törődéssel és kínlódással. Olyan erősen esett az eső, hogy mélyek voltak a pocsolyák, a nemes királyt bölcsőjében mégis a pocsolyákon át kellett vinni, úgyhogy a vivők közben-közben térden felül gázoltak a pocsolyákba. A nemes király [maga mögött] mögött, Győrben hagyta a szent koronát, de sokan voltak, akik úgy hitték, hogy a szent koronát is magunkkal visszük. Mikor már mintegy három órája mentünk Óvár felé, a nemes és hűséges Eiczingi Ulrik úr odalovagolt hozzám, és így szólt: »Mit tanácsol, kedves Kottannerné, nagyságos úrnőm azt rendelte, hogy a legközelebbi faluban álljunk meg. Ez a nádoré, nincs is benn senki, és ez aggasztó. Ha az én uramnak nem volna sok, tovább vinnénk őt.« Akkor én ezt mondtam: »Én sem tanácsolom, hogy itt maradjunk, vigyük, amilyen messzire csak tudjuk, míg csak oda nem érünk, ahol biztonságban vagyunk. Akkor egészen Óvárig mentünk. Mielőtt még szállásunkhoz értünk, hírnök jött Győrből, és azt a hírt mondta, hogy Győrött nagy pártütés volt, s hogy Cillei uramnak egy emberét agyonütötték. Voltak nálunk egyes udvari emberek, akik nem tudtak letenni szokásuktól, lóháton letértek az útról, a szegény embereknek elvették állataikat, és odahajtották abba az udvarba, ahol mi voltunk szálláson. Ezt az udvari kíséret, amely az én uram mellé volt rendelve, nagyon igazságtalannak ítélte, és így szólt hozzám: »Ez nincs jól. Uramat, László királyt ifjú napjaiban rablónak nevezzék? Pedig nem az ő hibájából, és nem a miénkből történt.« Akkor elküldöttem a nemes és hűséges Eiczingi Ulrik úrért, elmondtam neki ezt, és megkértem, legyen rajta, hogy azoknak a szegény embereknek visszaadják állataikat. Ezzel nagyságos úrnőmnek kitűnő szívességet tenne, mert jól tudom, hogy ezek közül a szegény emberek közül egyesek hűségesnek mutatkoztak. A nemes és hűséges Eiczingi Ulrik úr így is tett. Elküldött a bíróhoz, lezáratta a mezőváros kapuit, mindaddig, amíg a szegény embereknek vissza nem adták állataikat, mert a szegény emberek a ház előtt nagy riadalmat csaptak az állatok miatt. Egyeseknek egyáltalán nem tetszett, hogy az állatokat vissza kellett adniok, ezek Némethonból valóudvari emberek voltak. Itt maradtunk éjszakára.
Reggel felkerekedtünk, és Nezsiderre mentünk, itt is éjszakáztunk. Reggel útra keltünk, és [mentünk] amikor a falucskához értünk, harang szóval fogadták a nemes királyt. A szegény emberek ereklyével jöttek elénk, és természetes uruk híveiként mutatkoztak be. Két-két leány ment együtt a körmenetben az ereklye előtt. Mikor majdnem Kismarton átellenébe értünk, bizony aggódtunk, mivel azt mondták nekünk, hogy nagy lovascsapat érkezett Kismartonba, méghozzá ellenséges. Nagyon erősen esett az eső, egészen csöndben voltunk, és rettenetesen féltünk. És amikor már majdnem Sopronba értünk, a városból sok nép, nők és férfiak ereklyével jöttek a nemes király elébe, és természetes urukként fogadták. Mikor aztán beértünk Sopronba, csak pihenni akartunk. Nos, jegyezzétek meg, hogy ezen az éjszakán, amikor megérkeztünk, oly nagy felhőszakadás volt, hogy nem volt egyetlen ember sem az egész környéken, aki ilyen nagy felhőszakadásra emlékezett volna. Persze tudjátok meg azt is, hogy a nemes király azon az éjszakán annyira sírt, és olyan nyugtalan volt, hogy már régóta nem volt vele olyan nehéz éjszakám.”
1442. december 13-án az édesanyja, Luxemburgi Erzsébet és I. Ulászló közötti megegyezés értelmében a nővérét, Annát eljegyezték Ulászlóval, míg Erzsébet hercegnőt Ulászló öccsével, Jagelló Kázmér lengyel és litván herceggel. A megegyezés után pár nappal, mely Győrben jött létre, 1442. december 19-én Luxemburgi Erzsébet királyné váratlanul meghalt.

### Lengyel királynéként
A megállapodásból I. Ulászló korai halála (1444) miatt viszont csak Erzsébet hercegnő és Kázmér herceg házassága valósult meg 1454-ben, aki akkor már IV. Kázmér néven lengyel király volt.
Erzsébet az öccse, V. László (1457) és nővére, Anna hercegnő halála (1462) után mint a magyar trón jogos örököse, valamelyik fia számára próbálta megszerezni a magyar trónt. I. Mátyást trónbitorlónak tekintette, és mereven elzárkózott attól, hogy lányát, Hedvig (1457–1502) hercegnőt I. Mátyás feleségül vegye. Mindkét igyekezetét végül siker koronázta, nem lett I. Mátyás anyósa, és legidősebb fia, II. Ulászló néven, I. Mátyás halála után, 1490-ben elfoglalhatta a magyar trónt.
II. Ulászló magyar király első gyermekének, Jagelló Anna hercegnőnek a születése előtt, a gyermekvárás közben, 1503 nyarán Erzsébet, a leendő nagymama latin nyelvű levelet intézett elsőszülött gyermekéhez, melyben tanácsokkal látja el a leendő szülőket, hiszen a kor elvárásai szerint természetesen rögtön fiú örököst vártak, és fontos is lett volna a fiú örökös érkezése, ugyanis 1503-ban Erzsébetnek a hat fia közül, pedig mind megérte a felnőttkort, egyik fiának sem született addig törvényes fia, de még törvényes gyermeke sem. 
Erzsébet levelét Uhlárik János fordította magyarra és tette közzé (a következő szöveg korabeli, XIX. század végi nyelvi stílussal és helyesírással íródott, így némileg eltér a mai változattól): „Erzsébet, Lengyelország királynéja, az ő kedves fiának, Ulászló magyar és cseh királynak Üdvöt az Úrban. Hallom szeretett fiam, hogy a te feleséged, Anna királyné a legközelebbi napokban gyermeket szülend. Hogy mily nagy örömemre és vigasztalásomra szolgált e hír, már az is bizonyságul szolgálhat előtted, hogy nem tudtam magam visszatartani attól, hogy nehány, a gyermek nevelésére üdvös intelmet ne intézzek hozzád s Annádhoz. Mert mily jótéteményben részesíthetne bennünket a halhatatlan Isten, mely óhajtandóbb s kedvesebb volna előttünk, mintha tégedet fiúgyermekkel áld meg, ki hivatva lesz téged hanyatló korodban a gondoktól megszabadítani, Annát biztos reménynyel eltölteni s az én aggkoromat felvidámítani: s így bennünk a halhatatlanság reményét felébreszteni. [...] Azért semmi sem lephetne meg engem kellemetesebben, mintha neked fiúgyermeked születnék, ki egy részről őseinek hírneve, másrészt saját erényei és kimagasló jó tulajdonai által méltónak bizonyulna két hatalmas országnak kormányzására. [...] Én tehát, amennyire az anya egészségének veszélyeztetése nélkül történhetik, azt akarnám, hogy a gyermeket Anna maga szoptassa; mert ezt tartom én a legjobbnak és legegészségesebbnek. Általános vélemény, hogy a csecsemőre semmi sem hasznosabb, mintha az az anya tejével tápláltatik”
Fiú helyett akkor lány született, de a nagymama már nem érhette meg a törvényes fiú születését, aki Erzsébet halálát követő évben jött a világra Lajos néven.
Erzsébet dédnagymamaként halt meg 68 évesen 1505. augusztus 30-án Krakkóban. Két dédunokája, akik az ő életében születtek, és túl is élték őt: Ottó Henrik pfalzi választófejedelem (1502–1559) és öccse, Wittelsbach Fülöp neuburgi palotagróf (1503–1548), voltak, akik legidősebb leányának, Hedvig (1457–1502) alsó-bajor hercegnének az idősebb lányától, Wittelsbach Erzsébet (1478–1504) hercegnőtől származtak, de mind az édesanyjuk, mind pedig a nagyanyjuk még a dédanyjuk életében elhunyt.
Erzsébet 13 gyermekéből 11 megérte a felnőttkort, de közülük csak hat élte túl Erzsébetet.
Erzsébet ősei között mind apai, mind pedig anyai ágon képviselve van az Árpád-ház, és Erzsébet az édesanyja, Luxemburgi Erzsébet révén leányágon IV. Béla magyar király 8. (generációs) leszármazottja volt. 
Emellett Erzsébet az anyai nagyanyjának, Cillei Borbálának az ágán IV. Béla fiának, V. István magyar királynak a 8. (generációs) leszármazottja volt, mégpedig V. István elsőszülött lánya, Magyarországi Katalin szerb királyné által.

## Legközelebbi rokonsági fok Habsburg Erzsébet és a férje között
Erzsébet Gediminas litván nagyfejedelem 6. (generációs) leszármazottja volt, míg a férje Gediminas dédunokája. A nagyfokú eltérést az okozta, hogy mind IV. Kázmér, mind pedig Kázmér apja, Jagelló az apjuk kései házasságából és azok idősebb korában születtek.
|  |  |  |  |  |  | | | | | | |  |  |  |  |  |  |  |  | |  |  |  |  |  | | | | | | | | | | | | | | | | | | |  |  |  |  |  |  |  |  |  |  |  |  |  |  |  |  |  |  |  |  |  |  |  |  |  |  |  |  |  |  |
|  |  |  |  |  |  | | | | | | |  |  |  |  |  |  |  |  | Gediminas litván nagyfejedelem 1275 körül–1341 1. fg.: Kurföldi Vida ?–? 2. fg.: Szmolenszki Olga ?–1344 3. fg. Polocki Jevna (Jaunė) 1280 körül–1344/45 |  |  |  |  |  | | | | | | | | | | | | | | | | | | |  |  |  |  |  |  |  |  |  |  |  |  |  |  |  |  |  |  |  |  |  |  |  |  |  |  |  |  |  |  |
|  |  |  |  |  |  | | | | | | |  |  |  |  |  |  |  |  | |  |  |  |  |  | | | | | | | | | | | | | | | | | | |  |  |  |  |  |  |  |  |  |  |  |  |  |  |  |  |  |  |  |  |  |  |  |  |  |  |  |  |  |  |
|  |  |  |  |  |  | | | | | | |  |  |  |  |  |  |  |  | |  |  |  |  |  | | | | | | | | | | | | | | | | | | |  |  |  |  |  |  |  |  |  |  |  |  |  |  |  |  |  |  |  |  |  |  |  |  |  |  |  |  |  |  |
|  |  |  |  |  |  | [3.] Litvániai Anna (Aldona) 1315–1349 férje III. Kázmér lengyel király 1310–1370                                                                          | [3.] Litvániai Anna (Aldona) 1315–1349 férje III. Kázmér lengyel király 1310–1370                                                                          | [3.] Litvániai Anna (Aldona) 1315–1349 férje III. Kázmér lengyel király 1310–1370                                                                          | [3.] Litvániai Anna (Aldona) 1315–1349 férje III. Kázmér lengyel király 1310–1370                                                                          | [3.] Litvániai Anna (Aldona) 1315–1349 férje III. Kázmér lengyel király 1310–1370                                                                          | [3.] Litvániai Anna (Aldona) 1315–1349 férje III. Kázmér lengyel király 1310–1370                                                                          |  |  |  |  |  |  |  |  | |  |  |  |  |  | | | | | | | [3.] Algirdas litván nagyfejedelem 1296–1377 1. fg. Vityebszki Mária ?–1346 2. fg.: Tveri Julianna 1325 körül–1392 | [3.] Algirdas litván nagyfejedelem 1296–1377 1. fg. Vityebszki Mária ?–1346 2. fg.: Tveri Julianna 1325 körül–1392 | [3.] Algirdas litván nagyfejedelem 1296–1377 1. fg. Vityebszki Mária ?–1346 2. fg.: Tveri Julianna 1325 körül–1392 | [3.] Algirdas litván nagyfejedelem 1296–1377 1. fg. Vityebszki Mária ?–1346 2. fg.: Tveri Julianna 1325 körül–1392 | [3.] Algirdas litván nagyfejedelem 1296–1377 1. fg. Vityebszki Mária ?–1346 2. fg.: Tveri Julianna 1325 körül–1392 | [3.] Algirdas litván nagyfejedelem 1296–1377 1. fg. Vityebszki Mária ?–1346 2. fg.: Tveri Julianna 1325 körül–1392 | | | | | | |  |  |  |  |  |  |  |  |  |  |  |  |  |  |  |  |  |  |  |  |  |  |  |  |  |  |  |  |  |  |
|  |  |  |  |  |  | [3.] Litvániai Anna (Aldona) 1315–1349 férje III. Kázmér lengyel király 1310–1370                                                                          | [3.] Litvániai Anna (Aldona) 1315–1349 férje III. Kázmér lengyel király 1310–1370                                                                          | [3.] Litvániai Anna (Aldona) 1315–1349 férje III. Kázmér lengyel király 1310–1370                                                                          | [3.] Litvániai Anna (Aldona) 1315–1349 férje III. Kázmér lengyel király 1310–1370                                                                          | [3.] Litvániai Anna (Aldona) 1315–1349 férje III. Kázmér lengyel király 1310–1370                                                                          | [3.] Litvániai Anna (Aldona) 1315–1349 férje III. Kázmér lengyel király 1310–1370                                                                          |  |  |  |  |  |  |  |  | |  |  |  |  |  | | | | | | | [3.] Algirdas litván nagyfejedelem 1296–1377 1. fg. Vityebszki Mária ?–1346 2. fg.: Tveri Julianna 1325 körül–1392 | [3.] Algirdas litván nagyfejedelem 1296–1377 1. fg. Vityebszki Mária ?–1346 2. fg.: Tveri Julianna 1325 körül–1392 | [3.] Algirdas litván nagyfejedelem 1296–1377 1. fg. Vityebszki Mária ?–1346 2. fg.: Tveri Julianna 1325 körül–1392 | [3.] Algirdas litván nagyfejedelem 1296–1377 1. fg. Vityebszki Mária ?–1346 2. fg.: Tveri Julianna 1325 körül–1392 | [3.] Algirdas litván nagyfejedelem 1296–1377 1. fg. Vityebszki Mária ?–1346 2. fg.: Tveri Julianna 1325 körül–1392 | [3.] Algirdas litván nagyfejedelem 1296–1377 1. fg. Vityebszki Mária ?–1346 2. fg.: Tveri Julianna 1325 körül–1392 | | | | | | |  |  |  |  |  |  |  |  |  |  |  |  |  |  |  |  |  |  |  |  |  |  |  |  |  |  |  |  |  |  |
|  |  |  |  |  |  | Piast Erzsébet lengyel királyi hercegnő 1326/34–1361 férje: V. Boguszláv pomerániai herceg 1318/19–1373                                                    | Piast Erzsébet lengyel királyi hercegnő 1326/34–1361 férje: V. Boguszláv pomerániai herceg 1318/19–1373                                                    | Piast Erzsébet lengyel királyi hercegnő 1326/34–1361 férje: V. Boguszláv pomerániai herceg 1318/19–1373                                                    | Piast Erzsébet lengyel királyi hercegnő 1326/34–1361 férje: V. Boguszláv pomerániai herceg 1318/19–1373                                                    | Piast Erzsébet lengyel királyi hercegnő 1326/34–1361 férje: V. Boguszláv pomerániai herceg 1318/19–1373                                                    | Piast Erzsébet lengyel királyi hercegnő 1326/34–1361 férje: V. Boguszláv pomerániai herceg 1318/19–1373                                                    |  |  |  |  |  |  |  |  | |  |  |  |  |  | | | | | | | [2.] II. Ulászló (Jagelló) lengyel király litván nagyfejedelem 1351 körül–1434 1. fg. I. (Anjou/Szent) Hedvig lengyel királynő 1374–1399 2. fg.: Cillei Anna 1380/81–1416 3. fg. Pilecki Erzsébet 1372–1420 4. fg. Holszański Zsófia 1405 körül–1461 | [2.] II. Ulászló (Jagelló) lengyel király litván nagyfejedelem 1351 körül–1434 1. fg. I. (Anjou/Szent) Hedvig lengyel királynő 1374–1399 2. fg.: Cillei Anna 1380/81–1416 3. fg. Pilecki Erzsébet 1372–1420 4. fg. Holszański Zsófia 1405 körül–1461 | [2.] II. Ulászló (Jagelló) lengyel király litván nagyfejedelem 1351 körül–1434 1. fg. I. (Anjou/Szent) Hedvig lengyel királynő 1374–1399 2. fg.: Cillei Anna 1380/81–1416 3. fg. Pilecki Erzsébet 1372–1420 4. fg. Holszański Zsófia 1405 körül–1461 | [2.] II. Ulászló (Jagelló) lengyel király litván nagyfejedelem 1351 körül–1434 1. fg. I. (Anjou/Szent) Hedvig lengyel királynő 1374–1399 2. fg.: Cillei Anna 1380/81–1416 3. fg. Pilecki Erzsébet 1372–1420 4. fg. Holszański Zsófia 1405 körül–1461 | [2.] II. Ulászló (Jagelló) lengyel király litván nagyfejedelem 1351 körül–1434 1. fg. I. (Anjou/Szent) Hedvig lengyel királynő 1374–1399 2. fg.: Cillei Anna 1380/81–1416 3. fg. Pilecki Erzsébet 1372–1420 4. fg. Holszański Zsófia 1405 körül–1461 | [2.] II. Ulászló (Jagelló) lengyel király litván nagyfejedelem 1351 körül–1434 1. fg. I. (Anjou/Szent) Hedvig lengyel királynő 1374–1399 2. fg.: Cillei Anna 1380/81–1416 3. fg. Pilecki Erzsébet 1372–1420 4. fg. Holszański Zsófia 1405 körül–1461 | | | | | | |  |  |  |  |  |  |  |  |  |  |  |  |  |  |  |  |  |  |  |  |  |  |  |  |  |  |  |  |  |  |
|  |  |  |  |  |  | Piast Erzsébet lengyel királyi hercegnő 1326/34–1361 férje: V. Boguszláv pomerániai herceg 1318/19–1373                                                    | Piast Erzsébet lengyel királyi hercegnő 1326/34–1361 férje: V. Boguszláv pomerániai herceg 1318/19–1373                                                    | Piast Erzsébet lengyel királyi hercegnő 1326/34–1361 férje: V. Boguszláv pomerániai herceg 1318/19–1373                                                    | Piast Erzsébet lengyel királyi hercegnő 1326/34–1361 férje: V. Boguszláv pomerániai herceg 1318/19–1373                                                    | Piast Erzsébet lengyel királyi hercegnő 1326/34–1361 férje: V. Boguszláv pomerániai herceg 1318/19–1373                                                    | Piast Erzsébet lengyel királyi hercegnő 1326/34–1361 férje: V. Boguszláv pomerániai herceg 1318/19–1373                                                    |  |  |  |  |  |  |  |  | |  |  |  |  |  | | | | | | | [2.] II. Ulászló (Jagelló) lengyel király litván nagyfejedelem 1351 körül–1434 1. fg. I. (Anjou/Szent) Hedvig lengyel királynő 1374–1399 2. fg.: Cillei Anna 1380/81–1416 3. fg. Pilecki Erzsébet 1372–1420 4. fg. Holszański Zsófia 1405 körül–1461 | [2.] II. Ulászló (Jagelló) lengyel király litván nagyfejedelem 1351 körül–1434 1. fg. I. (Anjou/Szent) Hedvig lengyel királynő 1374–1399 2. fg.: Cillei Anna 1380/81–1416 3. fg. Pilecki Erzsébet 1372–1420 4. fg. Holszański Zsófia 1405 körül–1461 | [2.] II. Ulászló (Jagelló) lengyel király litván nagyfejedelem 1351 körül–1434 1. fg. I. (Anjou/Szent) Hedvig lengyel királynő 1374–1399 2. fg.: Cillei Anna 1380/81–1416 3. fg. Pilecki Erzsébet 1372–1420 4. fg. Holszański Zsófia 1405 körül–1461 | [2.] II. Ulászló (Jagelló) lengyel király litván nagyfejedelem 1351 körül–1434 1. fg. I. (Anjou/Szent) Hedvig lengyel királynő 1374–1399 2. fg.: Cillei Anna 1380/81–1416 3. fg. Pilecki Erzsébet 1372–1420 4. fg. Holszański Zsófia 1405 körül–1461 | [2.] II. Ulászló (Jagelló) lengyel király litván nagyfejedelem 1351 körül–1434 1. fg. I. (Anjou/Szent) Hedvig lengyel királynő 1374–1399 2. fg.: Cillei Anna 1380/81–1416 3. fg. Pilecki Erzsébet 1372–1420 4. fg. Holszański Zsófia 1405 körül–1461 | [2.] II. Ulászló (Jagelló) lengyel király litván nagyfejedelem 1351 körül–1434 1. fg. I. (Anjou/Szent) Hedvig lengyel királynő 1374–1399 2. fg.: Cillei Anna 1380/81–1416 3. fg. Pilecki Erzsébet 1372–1420 4. fg. Holszański Zsófia 1405 körül–1461 | | | | | | |  |  |  |  |  |  |  |  |  |  |  |  |  |  |  |  |  |  |  |  |  |  |  |  |  |  |  |  |  |  |
|  |  |  |  |  |  | Pomerániai Erzsébet 1347–1393 férje: IV. (I.) Károly német-római császár és cseh király 1316–1378                                                          | Pomerániai Erzsébet 1347–1393 férje: IV. (I.) Károly német-római császár és cseh király 1316–1378                                                          | Pomerániai Erzsébet 1347–1393 férje: IV. (I.) Károly német-római császár és cseh király 1316–1378                                                          | Pomerániai Erzsébet 1347–1393 férje: IV. (I.) Károly német-római császár és cseh király 1316–1378                                                          | Pomerániai Erzsébet 1347–1393 férje: IV. (I.) Károly német-római császár és cseh király 1316–1378                                                          | Pomerániai Erzsébet 1347–1393 férje: IV. (I.) Károly német-római császár és cseh király 1316–1378                                                          |  |  |  |  |  |  |  |  | |  |  |  |  |  | | | | | | | [4.] IV. Kázmér lengyel király 1426–1492 felesége: Habsburg Erzsébet 1437–1505 ld. balra lent | [4.] IV. Kázmér lengyel király 1426–1492 felesége: Habsburg Erzsébet 1437–1505 ld. balra lent | [4.] IV. Kázmér lengyel király 1426–1492 felesége: Habsburg Erzsébet 1437–1505 ld. balra lent | [4.] IV. Kázmér lengyel király 1426–1492 felesége: Habsburg Erzsébet 1437–1505 ld. balra lent | [4.] IV. Kázmér lengyel király 1426–1492 felesége: Habsburg Erzsébet 1437–1505 ld. balra lent | [4.] IV. Kázmér lengyel király 1426–1492 felesége: Habsburg Erzsébet 1437–1505 ld. balra lent | | | | | | |  |  |  |  |  |  |  |  |  |  |  |  |  |  |  |  |  |  |  |  |  |  |  |  |  |  |  |  |  |  |
|  |  |  |  |  |  | Pomerániai Erzsébet 1347–1393 férje: IV. (I.) Károly német-római császár és cseh király 1316–1378                                                          | Pomerániai Erzsébet 1347–1393 férje: IV. (I.) Károly német-római császár és cseh király 1316–1378                                                          | Pomerániai Erzsébet 1347–1393 férje: IV. (I.) Károly német-római császár és cseh király 1316–1378                                                          | Pomerániai Erzsébet 1347–1393 férje: IV. (I.) Károly német-római császár és cseh király 1316–1378                                                          | Pomerániai Erzsébet 1347–1393 férje: IV. (I.) Károly német-római császár és cseh király 1316–1378                                                          | Pomerániai Erzsébet 1347–1393 férje: IV. (I.) Károly német-római császár és cseh király 1316–1378                                                          |  |  |  |  |  |  |  |  | |  |  |  |  |  | | | | | | | [4.] IV. Kázmér lengyel király 1426–1492 felesége: Habsburg Erzsébet 1437–1505 ld. balra lent | [4.] IV. Kázmér lengyel király 1426–1492 felesége: Habsburg Erzsébet 1437–1505 ld. balra lent | [4.] IV. Kázmér lengyel király 1426–1492 felesége: Habsburg Erzsébet 1437–1505 ld. balra lent | [4.] IV. Kázmér lengyel király 1426–1492 felesége: Habsburg Erzsébet 1437–1505 ld. balra lent | [4.] IV. Kázmér lengyel király 1426–1492 felesége: Habsburg Erzsébet 1437–1505 ld. balra lent | [4.] IV. Kázmér lengyel király 1426–1492 felesége: Habsburg Erzsébet 1437–1505 ld. balra lent | | | | | | |  |  |  |  |  |  |  |  |  |  |  |  |  |  |  |  |  |  |  |  |  |  |  |  |  |  |  |  |  |  |
|  |  |  |  |  |  | Luxemburgi Zsigmond magyar és cseh király, német-római császár 1368–1437 1. fg. I. (Anjou) Mária magyar királynő 1371–1395 2. fg. Cillei Borbála 1392–1451 | Luxemburgi Zsigmond magyar és cseh király, német-római császár 1368–1437 1. fg. I. (Anjou) Mária magyar királynő 1371–1395 2. fg. Cillei Borbála 1392–1451 | Luxemburgi Zsigmond magyar és cseh király, német-római császár 1368–1437 1. fg. I. (Anjou) Mária magyar királynő 1371–1395 2. fg. Cillei Borbála 1392–1451 | Luxemburgi Zsigmond magyar és cseh király, német-római császár 1368–1437 1. fg. I. (Anjou) Mária magyar királynő 1371–1395 2. fg. Cillei Borbála 1392–1451 | Luxemburgi Zsigmond magyar és cseh király, német-római császár 1368–1437 1. fg. I. (Anjou) Mária magyar királynő 1371–1395 2. fg. Cillei Borbála 1392–1451 | Luxemburgi Zsigmond magyar és cseh király, német-római császár 1368–1437 1. fg. I. (Anjou) Mária magyar királynő 1371–1395 2. fg. Cillei Borbála 1392–1451 |  |  |  |  |  |  |  |  | |  |  |  |  |  | | | | | | | II. (Jagelló) Ulászló magyar és cseh király 1456–1516 1. fg.: Brandenburgi Borbála 1464–1515 2. fg. Aragóniai Beatrix 1457–1508 3. fg. Candale-i Anna 1484–1506                                                                                      | II. (Jagelló) Ulászló magyar és cseh király 1456–1516 1. fg.: Brandenburgi Borbála 1464–1515 2. fg. Aragóniai Beatrix 1457–1508 3. fg. Candale-i Anna 1484–1506                                                                                      | II. (Jagelló) Ulászló magyar és cseh király 1456–1516 1. fg.: Brandenburgi Borbála 1464–1515 2. fg. Aragóniai Beatrix 1457–1508 3. fg. Candale-i Anna 1484–1506                                                                                      | II. (Jagelló) Ulászló magyar és cseh király 1456–1516 1. fg.: Brandenburgi Borbála 1464–1515 2. fg. Aragóniai Beatrix 1457–1508 3. fg. Candale-i Anna 1484–1506                                                                                      | II. (Jagelló) Ulászló magyar és cseh király 1456–1516 1. fg.: Brandenburgi Borbála 1464–1515 2. fg. Aragóniai Beatrix 1457–1508 3. fg. Candale-i Anna 1484–1506                                                                                      | II. (Jagelló) Ulászló magyar és cseh király 1456–1516 1. fg.: Brandenburgi Borbála 1464–1515 2. fg. Aragóniai Beatrix 1457–1508 3. fg. Candale-i Anna 1484–1506                                                                                      | | | | | | |  |  |  |  |  |  |  |  |  |  |  |  |  |  |  |  |  |  |  |  |  |  |  |  |  |  |  |  |  |  |
|  |  |  |  |  |  | Luxemburgi Zsigmond magyar és cseh király, német-római császár 1368–1437 1. fg. I. (Anjou) Mária magyar királynő 1371–1395 2. fg. Cillei Borbála 1392–1451 | Luxemburgi Zsigmond magyar és cseh király, német-római császár 1368–1437 1. fg. I. (Anjou) Mária magyar királynő 1371–1395 2. fg. Cillei Borbála 1392–1451 | Luxemburgi Zsigmond magyar és cseh király, német-római császár 1368–1437 1. fg. I. (Anjou) Mária magyar királynő 1371–1395 2. fg. Cillei Borbála 1392–1451 | Luxemburgi Zsigmond magyar és cseh király, német-római császár 1368–1437 1. fg. I. (Anjou) Mária magyar királynő 1371–1395 2. fg. Cillei Borbála 1392–1451 | Luxemburgi Zsigmond magyar és cseh király, német-római császár 1368–1437 1. fg. I. (Anjou) Mária magyar királynő 1371–1395 2. fg. Cillei Borbála 1392–1451 | Luxemburgi Zsigmond magyar és cseh király, német-római császár 1368–1437 1. fg. I. (Anjou) Mária magyar királynő 1371–1395 2. fg. Cillei Borbála 1392–1451 |  |  |  |  |  |  |  |  | |  |  |  |  |  | | | | | | | II. (Jagelló) Ulászló magyar és cseh király 1456–1516 1. fg.: Brandenburgi Borbála 1464–1515 2. fg. Aragóniai Beatrix 1457–1508 3. fg. Candale-i Anna 1484–1506                                                                                      | II. (Jagelló) Ulászló magyar és cseh király 1456–1516 1. fg.: Brandenburgi Borbála 1464–1515 2. fg. Aragóniai Beatrix 1457–1508 3. fg. Candale-i Anna 1484–1506                                                                                      | II. (Jagelló) Ulászló magyar és cseh király 1456–1516 1. fg.: Brandenburgi Borbála 1464–1515 2. fg. Aragóniai Beatrix 1457–1508 3. fg. Candale-i Anna 1484–1506                                                                                      | II. (Jagelló) Ulászló magyar és cseh király 1456–1516 1. fg.: Brandenburgi Borbála 1464–1515 2. fg. Aragóniai Beatrix 1457–1508 3. fg. Candale-i Anna 1484–1506                                                                                      | II. (Jagelló) Ulászló magyar és cseh király 1456–1516 1. fg.: Brandenburgi Borbála 1464–1515 2. fg. Aragóniai Beatrix 1457–1508 3. fg. Candale-i Anna 1484–1506                                                                                      | II. (Jagelló) Ulászló magyar és cseh király 1456–1516 1. fg.: Brandenburgi Borbála 1464–1515 2. fg. Aragóniai Beatrix 1457–1508 3. fg. Candale-i Anna 1484–1506                                                                                      | | | | | | |  |  |  |  |  |  |  |  |  |  |  |  |  |  |  |  |  |  |  |  |  |  |  |  |  |  |  |  |  |  |
|  |  |  |  |  |  | | | | | | |  |  |  |  |  |  |  |  | |  |  |  |  |  | | | | | | | | | | | | | | | | | | |  |  |  |  |  |  |  |  |  |  |  |  |  |  |  |  |  |  |  |  |  |  |  |  |  |  |  |  |  |  |
|  |  |  |  |  |  | [2.] Luxemburgi Erzsébet 1409–1442 férje: I. (Habsburg) Albert magyar, német és cseh király 1397–1439                                                      | [2.] Luxemburgi Erzsébet 1409–1442 férje: I. (Habsburg) Albert magyar, német és cseh király 1397–1439                                                      | [2.] Luxemburgi Erzsébet 1409–1442 férje: I. (Habsburg) Albert magyar, német és cseh király 1397–1439                                                      | [2.] Luxemburgi Erzsébet 1409–1442 férje: I. (Habsburg) Albert magyar, német és cseh király 1397–1439                                                      | [2.] Luxemburgi Erzsébet 1409–1442 férje: I. (Habsburg) Albert magyar, német és cseh király 1397–1439                                                      | [2.] Luxemburgi Erzsébet 1409–1442 férje: I. (Habsburg) Albert magyar, német és cseh király 1397–1439                                                      |  |  |  |  |  |  |  |  | |  |  |  |  |  | [3.] Jagelló Anna 1503–1547 férje: I. (Habsburg) Ferdinánd magyar és cseh király, német-római császár 1503–1564                                        | [3.] Jagelló Anna 1503–1547 férje: I. (Habsburg) Ferdinánd magyar és cseh király, német-római császár 1503–1564                                        | [3.] Jagelló Anna 1503–1547 férje: I. (Habsburg) Ferdinánd magyar és cseh király, német-római császár 1503–1564                                        | [3.] Jagelló Anna 1503–1547 férje: I. (Habsburg) Ferdinánd magyar és cseh király, német-római császár 1503–1564                                        | [3.] Jagelló Anna 1503–1547 férje: I. (Habsburg) Ferdinánd magyar és cseh király, német-római császár 1503–1564                                        | [3.] Jagelló Anna 1503–1547 férje: I. (Habsburg) Ferdinánd magyar és cseh király, német-római császár 1503–1564                                        | | | | | | | [3.] II. Lajos magyar és cseh király 1506–1526 felesége: Idősebb Habsburg Mária ausztriai főhercegnő, kasztíliai infánső 1505–1558 ágyasa: Wass Angelitha ?–? | [3.] II. Lajos magyar és cseh király 1506–1526 felesége: Idősebb Habsburg Mária ausztriai főhercegnő, kasztíliai infánső 1505–1558 ágyasa: Wass Angelitha ?–? | [3.] II. Lajos magyar és cseh király 1506–1526 felesége: Idősebb Habsburg Mária ausztriai főhercegnő, kasztíliai infánső 1505–1558 ágyasa: Wass Angelitha ?–? | [3.] II. Lajos magyar és cseh király 1506–1526 felesége: Idősebb Habsburg Mária ausztriai főhercegnő, kasztíliai infánső 1505–1558 ágyasa: Wass Angelitha ?–? | [3.] II. Lajos magyar és cseh király 1506–1526 felesége: Idősebb Habsburg Mária ausztriai főhercegnő, kasztíliai infánső 1505–1558 ágyasa: Wass Angelitha ?–? | [3.] II. Lajos magyar és cseh király 1506–1526 felesége: Idősebb Habsburg Mária ausztriai főhercegnő, kasztíliai infánső 1505–1558 ágyasa: Wass Angelitha ?–? |  |  |  |  |  |  |  |  |  |  |  |  |  |  |  |  |  |  |  |  |  |  |  |  |  |  |  |  |  |  |
|  |  |  |  |  |  | [2.] Luxemburgi Erzsébet 1409–1442 férje: I. (Habsburg) Albert magyar, német és cseh király 1397–1439                                                      | [2.] Luxemburgi Erzsébet 1409–1442 férje: I. (Habsburg) Albert magyar, német és cseh király 1397–1439                                                      | [2.] Luxemburgi Erzsébet 1409–1442 férje: I. (Habsburg) Albert magyar, német és cseh király 1397–1439                                                      | [2.] Luxemburgi Erzsébet 1409–1442 férje: I. (Habsburg) Albert magyar, német és cseh király 1397–1439                                                      | [2.] Luxemburgi Erzsébet 1409–1442 férje: I. (Habsburg) Albert magyar, német és cseh király 1397–1439                                                      | [2.] Luxemburgi Erzsébet 1409–1442 férje: I. (Habsburg) Albert magyar, német és cseh király 1397–1439                                                      |  |  |  |  |  |  |  |  | |  |  |  |  |  | [3.] Jagelló Anna 1503–1547 férje: I. (Habsburg) Ferdinánd magyar és cseh király, német-római császár 1503–1564                                        | [3.] Jagelló Anna 1503–1547 férje: I. (Habsburg) Ferdinánd magyar és cseh király, német-római császár 1503–1564                                        | [3.] Jagelló Anna 1503–1547 férje: I. (Habsburg) Ferdinánd magyar és cseh király, német-római császár 1503–1564                                        | [3.] Jagelló Anna 1503–1547 férje: I. (Habsburg) Ferdinánd magyar és cseh király, német-római császár 1503–1564                                        | [3.] Jagelló Anna 1503–1547 férje: I. (Habsburg) Ferdinánd magyar és cseh király, német-római császár 1503–1564                                        | [3.] Jagelló Anna 1503–1547 férje: I. (Habsburg) Ferdinánd magyar és cseh király, német-római császár 1503–1564                                        | | | | | | | [3.] II. Lajos magyar és cseh király 1506–1526 felesége: Idősebb Habsburg Mária ausztriai főhercegnő, kasztíliai infánső 1505–1558 ágyasa: Wass Angelitha ?–? | [3.] II. Lajos magyar és cseh király 1506–1526 felesége: Idősebb Habsburg Mária ausztriai főhercegnő, kasztíliai infánső 1505–1558 ágyasa: Wass Angelitha ?–? | [3.] II. Lajos magyar és cseh király 1506–1526 felesége: Idősebb Habsburg Mária ausztriai főhercegnő, kasztíliai infánső 1505–1558 ágyasa: Wass Angelitha ?–? | [3.] II. Lajos magyar és cseh király 1506–1526 felesége: Idősebb Habsburg Mária ausztriai főhercegnő, kasztíliai infánső 1505–1558 ágyasa: Wass Angelitha ?–? | [3.] II. Lajos magyar és cseh király 1506–1526 felesége: Idősebb Habsburg Mária ausztriai főhercegnő, kasztíliai infánső 1505–1558 ágyasa: Wass Angelitha ?–? | [3.] II. Lajos magyar és cseh király 1506–1526 felesége: Idősebb Habsburg Mária ausztriai főhercegnő, kasztíliai infánső 1505–1558 ágyasa: Wass Angelitha ?–? |  |  |  |  |  |  |  |  |  |  |  |  |  |  |  |  |  |  |  |  |  |  |  |  |  |  |  |  |  |  |
|  |  |  |  |  |  | Habsburg Erzsébet 1437–1505 férje: IV. Kázmér lengyel király 1426–1492 ld. jobbra fent                                                                     | Habsburg Erzsébet 1437–1505 férje: IV. Kázmér lengyel király 1426–1492 ld. jobbra fent                                                                     | Habsburg Erzsébet 1437–1505 férje: IV. Kázmér lengyel király 1426–1492 ld. jobbra fent                                                                     | Habsburg Erzsébet 1437–1505 férje: IV. Kázmér lengyel király 1426–1492 ld. jobbra fent                                                                     | Habsburg Erzsébet 1437–1505 férje: IV. Kázmér lengyel király 1426–1492 ld. jobbra fent                                                                     | Habsburg Erzsébet 1437–1505 férje: IV. Kázmér lengyel király 1426–1492 ld. jobbra fent                                                                     |  |  |  |  |  |  |  |  | |  |  |  |  |  | I. (II.) Miksa magyar és cseh király, német-római császár 1527–1576 felesége: Ifjabb Habsburg Mária ausztriai főhercegnő, kasztíliai infánső 1528–1603 | I. (II.) Miksa magyar és cseh király, német-római császár 1527–1576 felesége: Ifjabb Habsburg Mária ausztriai főhercegnő, kasztíliai infánső 1528–1603 | I. (II.) Miksa magyar és cseh király, német-római császár 1527–1576 felesége: Ifjabb Habsburg Mária ausztriai főhercegnő, kasztíliai infánső 1528–1603 | I. (II.) Miksa magyar és cseh király, német-római császár 1527–1576 felesége: Ifjabb Habsburg Mária ausztriai főhercegnő, kasztíliai infánső 1528–1603 | I. (II.) Miksa magyar és cseh király, német-római császár 1527–1576 felesége: Ifjabb Habsburg Mária ausztriai főhercegnő, kasztíliai infánső 1528–1603 | I. (II.) Miksa magyar és cseh király, német-római császár 1527–1576 felesége: Ifjabb Habsburg Mária ausztriai főhercegnő, kasztíliai infánső 1528–1603 | | | | | | | [n.] Wass János 1521 körül–1580 után felesége N. N. ?–? | [n.] Wass János 1521 körül–1580 után felesége N. N. ?–? | [n.] Wass János 1521 körül–1580 után felesége N. N. ?–? | [n.] Wass János 1521 körül–1580 után felesége N. N. ?–? | [n.] Wass János 1521 körül–1580 után felesége N. N. ?–? | [n.] Wass János 1521 körül–1580 után felesége N. N. ?–? |  |  |  |  |  |  |  |  |  |  |  |  |  |  |  |  |  |  |  |  |  |  |  |  |  |  |  |  |  |  |

## Gyermekei
- Férjétől, IV. Kázmér (1427–1492) lengyel királytól és litván nagyhercegtől, 13 gyermek:[14]
  - Ulászló (1456–1516), II. Ulászló néven magyar és cseh király, 1. felesége Hohenzollern Borbála brandenburgi őrgrófnő (1464–1515), elváltak, gyermekei nem születtek, 2. felesége Aragóniai Beatrix nápolyi királyi hercegnő (1457–1508), elváltak, gyermekei nem születtek, 3. felesége Foix Anna candale-i grófnő (1484–1506), 2 gyermek:
    - (3. feleségétől): Jagelló Anna (1503–1547), férje I. (Habsburg) Ferdinánd (1503–1564) magyar, német és cseh király, osztrák főherceg, 15 gyermek
    - (3. feleségétől): II. (Jagelló) Lajos (1506–1526) magyar és cseh király, felesége Habsburg Mária ausztriai főhercegnő, kasztíliai infánsnő (1505–1558), gyermekei nem születtek, 1 természetes fiú:
      - (Házasságon kívüli kapcsolatából Wass Angelitha úrnőtől): Wass János (1521 körül–1580 után), felesége N. N., voltak utódai

  - Hedvig (1457–1502), I. Mátyás magyar király többször is feleségül kérte, de anyja, Habsburg Erzsébet ellenkezésén mindig meghiúsult a házasságkötés, férje I. (Gazdag) György (1455–1503) alsó-bajor herceg, 5 gyermek, többek között:
    - Wittelsbach Erzsébet (1478–1504), férje Wittelsbach Rupert (1481–1504), Freising püspöke: (1496–1498), I. Fülöp pfalzi választófejedelem fia, 4 fiú, többek között:
      - Ottó Henrik pfalzi választófejedelem (1502–1559)
      - Wittelsbach Fülöp neuburgi palotagróf (1503–1548)

  - Kázmér (1458–1483) magyar trónkövetelő I. Mátyás magyar király uralmával szemben 1471-ben, nem nősült meg, gyermekei nem születtek, 1602. november 7-én szentté avatták
  - János Albert (1459–1501), I. János Albert néven lengyel király és litván nagyherceg, nem nősült meg, gyermekei nem születtek
  - Sándor (1461–1506), I. Sándor néven lengyel király és litván nagyherceg, felesége Rurik Ilona (1476–1513) moszkvai nagyhercegnő, gyermekei nem születtek
  - Zsófia (1464–1512), férje V. Frigyes (1460–1536), Brandenburg-Ansbach őrgrófja, 17 gyermek, többek között:
    - Brandenburgi György (1484–1534), 1. felesége Frangepán Beatrix (1480–1510), Corvin János özvegye, 1 elvetélt gyermek, 2. felesége Podjebrád Hedvig (1508–1531) münsterbergi hercegnő, 2 leány, 3. felesége Wettin Emília (1516–1591) szász hercegnő, 4 gyermek
    - Brandenburgi János (1493–1525), felesége Foix Germána (1488/1490–1538) navarrai királyi hercegnő, II. Ferdinánd aragóniai király özvegye, gyermekei nem születtek

  - Erzsébet (1465–1466)
  - Zsigmond (1467–1548), I. Zsigmond néven lengyel király és II. Zsigmond néven litván nagyherceg, 1. felesége Szapolyai Borbála (1495–1515), I. (Szapolyai) János későbbi magyar király húga, 2 leány, 2. felesége Sforza Bona (1495–1558) milánói hercegnő, 6 gyermek+3 természetes gyermek, többek között:
    - (Házasságon kívüli kapcsolatából Katarzyna Telniczanka úrnőtől): Jagelló János (1499–1538), Poznań és Vilnius püspöke
    - (1. feleségétől): Jagelló Hedvig (1513–1573), férje II. Joachim (1505–1571) brandenburgi őrgróf, választófejedelem, 5 gyermek
    - (2. feleségétől): Jagelló Izabella (1519–1559), férje I. (Szapolyai) János (1487–1540)  magyar király, 1 fiú:
      - Szapolyai János Zsigmond (1540–1571), II. János néven magyar király és János Zsigmond néven erdélyi fejedelem, nem nősült meg, gyermekei nem születtek

    - (2. feleségétől): Jagelló Zsigmond Ágost (1520–1572), II. Zsigmond és I. Ágost néven lengyel király, valamint III. Zsigmond és I. Ágost néven litván nagyherceg, 1. felesége Habsburg Erzsébet (1526–1545) osztrák főhercegnő, magyar királyi hercegnő, gyermekei nem születtek, 2. felesége Radziwiłł Barbara (1523–1551), 3. felesége Habsburg Katalin (1533–1572) osztrák főhercegnő, magyar királyi hercegnő, az 1. feleség húga, gyermekei nem születtek, 1 természetes leány:
      - (Házasságon kívüli kapcsolatából Barbara Gizanka úrnőtől): Jagelló Borbála (1571–1615), férje Jakub Zawadzki

    - (2. feleségétől): Jagelló Anna (1523–1596), férje Báthory István (1533–1586) lengyel király, litván nagyherceg és erdélyi fejedelem, gyermekei nem születtek
    - (2. feleségétől): Jagelló Katalin (1526–1583), férje III. (Vasa) János (1537–1592) svéd király, 3 gyermek, többek között:
      - Vasa Zsigmond (1566–1632), III. Zsigmond néven lengyel király, I. Zsigmond néven svéd király és IV. Zsigmond néven litván nagyherceg, 1. felesége Habsburg Anna (1573–1598) osztrák főhercegnő, magyar királyi hercegnő, 5 gyermek, 2. felesége Habsburg Konstancia (1588–1631) osztrák főhercegnő, magyar királyi hercegnő, az előbbi húga, 7 gyermek, összesen 12 gyermek

  - Frigyes (1468–1503), Krakkó bíboros érseke
  - Erzsébet (1472–1480 után)
  - Anna (1476–1503), férje X. Boguszláv pomerániai herceg (1454–1523), 7 gyermek
  - Borbála (1478–1534), férje I. György szász herceg (1471–1539), 10 gyermek
  - Erzsébet (1482–1517), férje II. Frigyes liegnitzi herceg (1480–1547), 1 leány

### Korabeli források
- Kottanner Jánosné. A korona elrablása, Kottanner Jánosné emlékirata 1439–1440 (magyar nyelven) ford.: Mollay Károly:. Budapest: Magyar Helikon (1978). Hozzáférés ideje: 2015. december 7.
- Uhlárik János (ford.): Erzsébet lengyel királynénak a királyi gyermek neveléséről fiához II. Ulászló Magyar- és Csehország királyához irt könyve (De Institutione Regii Pueri Helisabetha Poloniae Regina Wladislao Pannoniae Bohemiaeque Regi Filio Carissimo), (1503), A Bécsi Császári és Királyi Udvari Könyvtárnak 10573. sz. XVI. századi kódexéből, különnyomat, Pozsony, Stampfel Károly Kiadása, 1893.

### Szakirodalom
- Hamann, Brigitte (szerk.): Habsburg lexikon, Új Géniusz, Budapest, 414 oldal, 1990. ISBN 9630278383
- Higgins, Mrs. Napier. Elizabeth of Luxemburg,  In: Mrs. Napier Higgins: Women of Europe in the Fifteenth and Sixteenth Centuries Vol II. (angol nyelven), London: Hurst and Blackett Publishers, 202–244. o. (1885). Hozzáférés ideje: 2015. december 7.
- Schönherr, Gyula. Az Anjou-ház örökösei,  In: Szilágyi Sándor (szerk.): A magyar nemzet története III. kötet (magyar nyelven), Budapest: Athenaeum Irodalmi és Nyomdai Részvénytársulat, 385–630. o. (1895). Hozzáférés ideje: 2015. december 7.
- Solymosi László (szerk.): Magyarország történeti kronológiája I. A kezdetektől 1526-ig, (főszerk.: Benda Kálmán), Akadémiai Kiadó, Budapest, 1981.
- Vajay Szabolcs. „II. Lajos király ősei és vegyesházi királyaink rokoni kapcsolatai” (magyar nyelven). Turul 1943 (57), 72–79. o. (Hozzáférés: 2019. február 6.)